# I faderns namn (film, 1972)
I faderns namn (italienska: Nel nome del padre) är en italiensk dramafilm från 1972 i regi av Marco Bellocchio.

## Rollista i urval
- Yves Beneyton - Angelo
- Renato Scarpa - pater Corazza
- Lou Castel - Salvatore
- Piero Vida - Vestias
- Aldo Sassi - Franco
- Laura Betti - Francos mor
- Chigo Alberani - Diotaiuti
- Eduardo Torricella - pater Matematicus